# Men in Black III
Men in Black III, ou MIB3 (bra: Homens de Preto 3; prt: MIB - Homens de Negro 3), é um filme estadunidense de 2012, de ação e ficção científica, dirigido por Barry Sonnenfeld e estrelando Tommy Lee Jones e Will Smith. É a continuação do filme Men in Black II, dez anos após seu lançamento, com Josh Brolin e Jemaine Clement, e Barry Sonnenfeld volta como diretor e Steven Spielberg como produtor executivo. É o terceiro filme da Columbia Pictures baseado na popular série Men in Black da Malibu Comics (pertencente à Marvel Comics), criada por Lowell Cunningham. É também o primeiro filme de Will Smith como protagonista em mais de três anos. As filmagens começaram em Nova Iorque em 16 de novembro de 2010. Assim como nos dois filmes anteriores, a atração passa em Manhattan, Nova York.

## Enredo
16 de julho de 1969, o Agente K (Tommy Lee Jones) prendeu Boris o Animal ou como ele diz - " É só Boris " - (Jemaine Clement) em Cabo Canaveral, na Flórida antes de configurar o escudo ArcNet, que protegia a Terra de uma invasão dos bogloditas, a raça de Boris, que destruiria o planeta. Depois de 43 anos, Boris foge da prisão Lunar Max na Lua e chega na Terra, com a intenção de vingar-se de K - que tirou seu braço esquerdo durante sua prisão. Depois de investigar um acidente de nave espacial, em Nova York, K deduz que Boris tenha saído da prisão, e ele se arrepende de não tê-lo matado em 1969.
No dia seguinte, o agente J (Will Smith) percebe que K não está mais em seu apartamento. Ele chega na sede da MIB e descobre /que K está morto há mais de 40 anos. A agente O (Emma Thompson), torna-se a nova chefe da MIB após a morte do agente Zed. Logo depois em uma conversa com o Agente J, a Agente O deduz que houve uma fratura no espaço-tempo continuum com base no desejo insaciável de J de tomar achocolatado para aliviar suas dores de cabeça. J chega à conclusão de que Boris adquiriu um dispositivo de viagem no tempo e viajou de volta para 1969 para matar K, resultando em uma inevitável invasão da Terra, devido à ausência do ArcNet. J vai até Obadias Prince (Lanny Flaherty), um negociante do mercado negro que vendeu o dispositivo de viagem no tempo para Boris, e adquire o seu próprio. Como o dispositivo de viagem no tempo precisa de uma certa quantidade de velocidade para ser ativado, J salta do prédio da Chrysler para fazer a viagem no tempo. Ele viaja a 15 de julho de 1969 - um dia antes do incidente envolvendo Boris e o Agente K.
Ao voltar no tempo, J viaja para Coney Island, sabendo que Boris estará cometendo um assassinato com base no relatório do incidente original que ele acessou de então. J vê Boris e tenta o matar, porém o jovem de K (Josh Brolin) o intercepta e faz J desmaiar com uma descarga elétrica, utilizando um aparelho não explicado na trama. O jovem K leva J para a MIB e faz a ele várias perguntas, porém J não fala a verdade. O jovem K percebe que J sabe muito sobre a MIB, mas devido a J não revelar a verdade sobre quem ele é, K e a agência resolvem neuralizá-lo. No último segundo, J convence K para parar o processo quando ele revela a verdade de sua missão. Eles eventualmente trabalham juntos para seguir a trilha de Boris. As pistas os levam a um estrangeiro previdente chamado Griffin (Michael Stuhlbarg), que está com o ArcNet. Sendo capaz de prever acontecimentos futuros, Griffin fala que Boris está chegando ao local e foge dali.
Com base nas pistas deixadas por eles, os agentes localizam Griffin, que lhes dá um escudo que tem que ser colocado sobre o lançamento do foguete Apollo 11 em menos de seis horas. Ao chegar no Cabo Canaveral, os dois agentes e Griffin são rapidamente presos por policiais militares. O coronel (Mike Colter), no entanto, permite que os dois agentes sigam com a sua missão depois que Griffin usa seu poder premonitório para lhes mostrar "o quão importante eles são". O coronel compartilha uma longa olhada com Griffin, o seu comportamento imediatamente suaviza, e ele parece ter um interesse mais pessoal para auxiliar os agentes J e K em sua missão. A razão para isto é revelado pouco tempo depois.
J e K chegam à plataforma de lançamento, mas são confrontados separadamente pelos Boris de 1969 e o do futuro. Boris atinge J com os seus espinhos, J pula da plataforma e usa a máquina do tempo para viajar de volta para o começo da luta e evita os espinhos antes de empurrar o criminoso fora da plataforma para os gases de escape de fogo do foguete. Entretanto, como o Boris do passado e K ainda estavam lutando, ele rompe uma mangueira de abastecimento, fazendo com que um spray de nitrogênio líquido congele o braço esquerdo de Boris e o quebre. K, em seguida, com êxito coloca o ARCnet sobre o foguete, que implanta depois de atingir a atmosfera da Terra. O coronel fica satisfeito com K, que por sua vez, o convida para juntar-se a agência. No entanto Boris emerge da câmara de explosão e mata o coronel antes que ele se transforme em sua verdadeira forma estranha antes de ser desintegrado por K. Um garoto chamado James (Cayen Martin) sai de uma van militar perto de sua localização à procura de seu pai. Ele puxa o relógio do bolso e é revelado que no início do filme tinha sido transmitido ao Agente J por seu pai. Isso revela aao Agente J que o menino era ele próprio e o coronel seu pai. O jovem James pergunta ao agente K onde está seu pai que não consegue lhe dar uma resposta, enquanto o agente J mais velho olha com tristeza a uma distância de percepção de que ele só viu seu próprio pai morrer e que o agente K suavizou o trauma de James. Especificamente, K usa o neuralizador no jovem J / James, dizendo-lhe que seu pai é um herói e um grande homem, então anda com ele ao longo da praia segurando sua mão.
J retorna aos dias de hoje, onde ele se encontra com seu parceiro no restaurante habitual. Lá, ele mostra a K o relógio de bolso de seu pai. O agente, em troca, lhe diz que ele foi uma honra tê-lo encontrado naquele dia fatídico. Ao sair da lanchonete, Griffin diz ao espectador que tudo está bem com o mundo, exceto por um inevitável impacto de um asteróide na Terra, pois K esqueceu de deixar uma gorjeta. Mas quando K retorna para deixar sua gorjeta, o asteróide se choca com um satélite, evitando assim a catástrofe.

## Elenco
| Personagem                            | Ator / Atriz       |
| ------------------------------------- | ------------------ |
| Agente J                              | Will Smith         |
| Agente K                              | Tommy Lee Jones    |
| Agente K - Jovem                      | Josh Brolin        |
| Boris, o Animal                       | Jemaine Clement    |
| Agente O                              | Emma Thompson      |
| Griffin                               | Michael Stuhlbarg  |
| Agente O - Jovem                      | Alice Eve          |
| Agente X                              | David Rasche       |
| Jeffrey Price                         | Michael Chernus    |
| Sr. Wu                                | Keone Young        |
| Andy Warhol / Agente W                | Bill Hader         |
| Agente MI                             | Will Arnett        |
| Coronel                               | Mike Colter        |
| Filho do Coronel (Agente J - Criança) | Cayen Martin       |
| Namorada do Boris                     | Nicole Scherzinger |
| Guarda MIB de 2012                    | Woodie King Jr.    |
| Mãe                                   | Alexandra O'Hara   |
| Cabeça de Boliche                     | Lenny Venito       |
| Guarda da Prisão 1                    | Clarke Thorell     |
| Guarda da Prisão 2                    | Adam Mucci         |
| Policial de 1969 1                    | James Martin Kelly |
| Policial de 1969 2                    | Will McLaughlin    |

## Produção

### Desenvolvimento
Will Smith fez a proposta do filme para o diretor Barry Sonnenfeld durante as filmagens de Men in Black II de 2002, Smith sugeriu que seu personagem, o Agente J, viajasse de volta no tempo para salvar seu parceiro, o agente K, enquanto ao mesmo tempo a explorava o passado do agente. Sonnenfeld disse que a ideia "acabou por ser um processo muito longo de desenvolvimento, principalmente por causa das questões de viagem no tempo...
O filme foi anunciado pela primeira vez em 1 de abril de 2009, pelo presidente da Sony Pictures Entertainment, Rory Bruer durante uma apresentação de Sony ShoWest. Em outubro de 2009, Etan Cohen tinha sido contratado para escrever o roteiro. Em maio de 2010 Sonnenfeld confirmou o retorno dos protagonistas interpretado por Tommy Lee Jones e Smith.
Outros inclui Walter F. Parkes e Laurie MacDonald como produtores, com Steven Spielberg como produtor executivo, todos eram produtores dos dois filmes anteriores.
Em julho de 2010, o escritor David Koepp foi contratado para reescrever o roteiro de Etan Cohen, mas os trechos de viagens no tempo não ficaram legais segundo os produtores do filme. Então, um terceiro escritor, Jeff Nathanson, foi contratado em novembro de 2010 para reescrever o segmento de viagens no tempo do roteiro em que a história se passa em 1969.

### Filmagens
As filmagens foram divididas em duas partes, a primeira a ter lugar a partir de novembro até cerca de Natal de 2010, os cineastas anunciaram que iriam começar de novo em meados de fevereiro de 2011, mas foi adiada até abril, Sonnenfeld inicialmente afirmou que ele seria rodado em 3D, mas depois decidiu filmar o longa em 2D e converter para 3D durante a edição.
É a primeira vez em que o cão "Frank the Pug" estava ausente em "Men In Black", bem como Jeebs, Chef Zed ou Jack. Zed está escrito no roteiro do longa como tendo morrido na sede da MIB. E um retrato de Frank também pode ser visto no apartamento do Agente J, enquanto ele está jogando vídeo game.

## Lançamento
O filme foi lançado pela divisão Columbia Pictures, da Sony, em Portugal, em 24 de maio de 2012, e no Brasil e nos Estados Unidos, em 25 de maio de 2012.

## Recepção

### Bilheteria
MIB 3 arrecadou US$ 179 milhões nos Estados Unidos e no Canadá, e US$ 475,2 milhões em outros países, totalizando US$ 654,2 milhões em todo o mundo.

### Resposta da crítica
No Rotten Tomatoes, o filme detém um índice de aprovação de 67% com base em 252 resenhas, com uma classificação média de 6/10. O consenso crítico do site diz: "Não é exatamente um argumento persuasivo para a continuação da franquia – mas Men in Black III é melhor que seu antecessor e consegue superar as expectativas." No Metacritic, o filme tem uma pontuação média ponderada de 58 em 100, com base em 38 críticos, indicando "críticas mistas ou médias". O público pesquisado pelo CinemaScore deu ao filme uma nota média de "B+" em uma escala de A+ a F, a mesma pontuação obtida pelos dois primeiros filmes.